# Neocorynura rubida
Neocorynura rubida är en biart som beskrevs av Smith-pardo 2005. Neocorynura rubida ingår i släktet Neocorynura och familjen vägbin. Inga underarter finns listade i Catalogue of Life.